# Everybody (EP)
Everybody é o quinto EP do boy group sul-coreano Shinee. O mini-álbum foi lançado em formato físico no mercado interno e download digital mundialmente em 14 de outubro de 2013, produzido pela gravadora SM Entertainment e distribuído pela KT Music. As faixas "Everybody" e "Symptoms" foram escolhidas como singles para o ciclo promocional.

## Antecedentes e lançamento
Em 30 de setembro de 2013, a SM Entertainment anunciou que Shinee lançaria um novo mini-álbum intitulado "Everybody" em 14 de outubro de 2013. No mesmo dia, a primeira imagem teaser de Taemin foi revelada no Twitter, Facebook e Weibo oficial da SM.  A SM também revelou a primeira apresentação do Shinee com a nova faixa-título "Everybody" para o dia 10 de outubro no palco do M! Countdown. Em 1 de outubro de 2013 a SM Entertainment revelou a imagem teaser de Onew. Em 2 de outubro de 2013 a SM Entertainment revelou em uma conferência de imprensa que Shinee iria executar a faixa-título "Everybody" pela primeira vez durante o "SHINee COMEBACK SPECIAL" no 2013 Gangnam Hallyu Festival. Em 2 de outubro de 2013 a SM revelou a imagem de Key e em 3 de outubro, as imagens de Jonghyun e Minho foram reveladas. As roupas que Shinee estão ostentando na capa do mini-álbum são da grife de Thom Browne da coleção 2014. A SM também revelou que o comeback especial de Shinee seria transmitido no YouTube.
Em 4 de outubro de 2013 a SM Entertainment divulgou um vídeo lírico de uma nova canção, "Symptoms". A letra da canção foi escrita por Jonghyun. Além disso, a música foi composta por The Underdogs, que já trabalhou com o grupo em "Juliette", "Spoiler" e "Selene 6.23". Em 5 de outubro, um medley das sete canções do novo mini-álbum do Shinee, "Everybody", foi lançado através do canal no YouTube da SMTown, na página no Facebook e no site oficial do Shinee. Em 8 de outubro, um vídeo teaser de "Everybody" foi lançado através de suas contas nas redes sociais oficiais, incluindo YouTube, Facebook, Line e Kakaotalk. A SM Entertainment revelou que "Everybody" foi coreografada por Tony Testa, que já trabalhou com o grupo em seus sucessos do passados como, "Sherlock" e "Dream Girl". O vídeo da canção "Everybody" foi lançado em 10 de outubro de 2013. Em 20 de dezembro de 2013, Shinee lançou um vídeo para a canção "Colorful" para agradecer seus fãs por seu apoio contínuo por muito tempo. Ele inclui videoclipes das atividades promocionais dos membros em 2013.

## Recepção da crítica
Jakob Dorof do Tiny Mix Tapes deu ao EP uma classificação de 4.5 de 5 estrelas. Ele escreveu que "Everybody nunca será um Pet Sounds, I'm Still In Love With You, Discovery, Meets Rockers Uptown, A Love Supreme, ou mesmo FutureSex/LoveSounds — mas está chegando mais perto. O recente álbum Pink Tape por f(x) — um grupo da SM Entertainment criado para ser o derivado feminino do Shinee, um de seus mais bem-sucedidos boy groups — marcou um grande passo à frente, e agora os irmãos-progenitores do f(x) tiveram ainda mais. Um mini-álbum de sete músicas, Everybody é algo mais ágil do que ouvir o álbum completo Pink Tape e por alguns critérios podem classificar menos impressionante. Mas se estamos à procura de escutas singulares — aqueles desprovidos de enchimento, concentrar o pensamento de grupo, ou raps mal ajustados — Então, Everybody é a declaração mais sustentada do K-Pop atualmente".

## Lista de faixas
Créditos adaptados da página oficial do artista.
| N.º            | Título                           | Letras                 | Música                                                                                   | Duração |  |
| 1.             | "Everybody"                      | Cho Yoonkyung          | Thomas Troelsen, Coach & Sendo                                                           | 4:09    |  |
| 2.             | "Symptoms" (상사병)              | Jonghyun               | The Underdogs                                                                            | 3:49    |  |
| 3.             | "Queen of New York" (빗 속 뉴욕) | Kenzie                 | Kenzie, Andrew Choi, Kim Jungbae                                                         | 3:19    |  |
| 4.             | "One Minute Back" (1분만)        | Jeon Gandi             | Trinity Music (Fredrik Haggstam, Sebastian Lundberg, Johan Gustafson), Andrew Jackson    | 3:43    |  |
| 5.             | "Destination"                    | Kim Minjung, Minho     | Anne Judith Wik, Herbie Crichlow, Erik Lidbom, Jean Beauvoir, Escoffery, Michelle Andrea | 3:40    |  |
| 6.             | "Close the Door" (닫아줘)        | Jinbo, Minho           | Jinbo                                                                                    | 4:01    |  |
| 7.             | "Colorful"                       | Jeon Gandi, Minho, Key | Stephan Elfgren, Anders Wigelius                                                         | 4:07    |  |
| Duração total: | Duração total:                   | Duração total:         | Duração total:                                                                           | 26:50   |  |

## Singles promocionais
- "Symptoms" uma canção de gênero slow jam, foi a primeira faixa do EP a ser revelada. Um vídeo lírico que a acompanha foi liberado em 4 de outubro de 2013.
- "Everybody" é a faixa-título de gênero complextro.[17][18] O vídeo da música foi lançado em 10 de outubro de 2013. As primeiras performances ao vivo de "Symptoms" e "Everybody" foram durante o Shinee Comeback Special no Gangnam Hallyu Festival em 6 de outubro de 2013.[19]
- "Close the Door" uma canção de waltz moderna, foi a terceira faixa a ser anunciado e foi realizada pela primeira vez ao vivo durante o episódio de 13 de outubro de 2013 do The Music Trend.[20]
- "One Minute Back" uma canção de groove, foi a quarta faixa a ser realizada para as fases de despedida do ciclo promocional. O grupo apresentou ao vivo durante os episódios do M! Countdown em 14 de novembro[21] e The Music Trend em 17 de novembro de 2013.[22]
- "Colorful" é uma canção de 'bright medium-tempo' e a quinta faixa a ser promovida a partir do álbum. Foi peformada ao vivo durante o concerto SM Town Week - The Wizard em 21 de dezembro de 2013. Um vídeo de natal especial da canção foi revelado um dia antes com as atividades do grupo ao longo do ano.[14]

## Histórico de lançamento
| País          | Data                   | Gravadora                  | Formato              |
| ------------- | ---------------------- | -------------------------- | -------------------- |
| Mundialmente  | 14 de outubro de 2013  | SM Entertainment           | Download digital     |
| Coreia do Sul | 14 de outubro de 2013  | SM Entertainment, KT Music | CD, Download digital |
| Taiwan        | 18 de novembro de 2013 | Avex Taiwan                | CD                   |

## Desempenho nas paradas
| País           | Gráfico                         | Melhores posições |
| -------------- | ------------------------------- | ----------------- |
| Coreia do Sul  | Gaon Weekly album chart         | 1                 |
| Coreia do Sul  | Gaon Monthly album chart        | 1                 |
| Coreia do Sul  | Gaon Yearly album chart         | 16                |
| Coreia do Sul  | Gaon Weekly Digital Chart       | 1                 |
| Coreia do Sul  | Gaon Monthly Digital Chart      | 8                 |
| Coreia do Sul  | Hanteo Real Time Chart          | 1                 |
| Coreia do Sul  | Hanteo Daily Chart              | 1                 |
| Coreia do Sul  | Hanteo Weekly Chart             | 1                 |
| Coreia do Sul  | Hanteo Monthly Chart            | 1                 |
| Japão          | Oricon Albums Chart             | 7                 |
| Taiwan         | G-Music Asia Chart              | 1                 |
| Taiwan         | Hit FM’s Asia Chart             | 3                 |
| Taiwan         | G-Music Combo Chart             | 7                 |
| Taiwan         | FIVE MUSIC                      | 1                 |
| Hong Kong      | KKBOX K-Pop Daily Album Charts  | 4                 |
| Hong Kong      | KKBOX K-Pop Weekly Album Charts | 7                 |
| Estados Unidos | Billboard World Albums          | 2                 |
| Estados Unidos | Billboard Heatseekers           | 20                |

| "Everybody"         | 1  | 15 |
| "Symptoms"          | 12 | 68 |
| "Queen of New York" | 37 | —  |
| "One Minute Back"   | 32 | —  |
| "Destination"       | 42 | —  |
| "Close the Door"    | 31 | —  |
| "Colorful"          | 36 | —  |

## Vendas e certificações
| Gráfico             | Quantidade |
| ------------------- | ---------- |
| Gaon physical sales | 137,540+   |
| Oricon              | 22,365+    |